# Choi Chul-soon
Choi Chul-Soon, né le 8 février 1987, est un footballeur sud-coréen, évoluant au poste de défenseur.

## Carrière
- 2006-2012 :  Jeonbuk Hyundai Motors
- 2012-mars 2014 :  Sangju Sangmu FC
- depuis avr. 2014 :  Jeonbuk Hyundai Motors

## Palmarès
- Ligue des champions de l'AFC 2016
- Championnat de Corée du Sud : 2014, 2015 et 2017